# Axiologie (Sprachwissenschaft)
Die sprachwissenschaftliche Axiologie (von altgriechisch ἀξία axia „Wert“, und -logía „-logie“) versucht im Rahmen der Sprachbewertung die „Leistung“ einzelner Sprachen zu bewerten und unterzieht sie einer Sprachkritik. Axiologische Forschungsschwerpunkte liegen auf der Sprachkorrektheit, der Sprachpflege, der Kommunikativität sprachlicher Elemente und der Präzision („treffender Ausdruck“). Betrachtet werden auch Sprachstil und Sprachästhetik.
In der Literatur finden sich widersprüchliche Angaben zur Entstehungsgeschichte der Axiologie. Einige Autoren führen die Bezeichnung auf Paul Lapie (1869–1927) zurück, der den Ausdruck 1902 in seinem Werk Logique de la volonté verwendete. Die Encyclopædia Britannica verweist auf Eduard von Hartmanns 1909 erschienenen Grundriss der Axiologie, weil dieser die Bezeichnung erstmals im Titel verwendete. Aber bereits Eduard von Hartmann hat 1890 mit L’axiologie et ses divisions den Ausdruck verwendet.